# Cyclodorippe bouvieri
Cyclodorippe bouvieri är en kräftdjursart som beskrevs av M. J. Rathbun 1934. Cyclodorippe bouvieri ingår i släktet Cyclodorippe och familjen Cyclodorippidae. Inga underarter finns listade i Catalogue of Life.